# Інгібітори зворотного захоплення норадреналіну
Шаблон:Infobox drug class

Норадреналін

Адреналін

Інгібітори зворотного захоплення норадреналіну (ІЗЗН)  або адренергічні інгібітори зворотного захоплення (АІЗЗ)  - тип лікарських засобів , які діють як інгібітори зворотного захоплення для нейротрансмітера норепінефрину (норадреналіну) та епінефрину (адреналіну), блокуючи дію транспортера норадреналіну ( NET). Це, у свою чергу, призводить до збільшення позаклітинної концентрації норадреналіну та адреналіну і таким чином може збільшувати адренергічну нейротрансмію.
ІЗЗН широко використовуються при лікуванні таких станів, як СПАУ та нарколепсія завдяки їхнім психостимулюючим ефектам та при ожирінні, що обумовлено ефектом пригнічення апетиту. Вони також часто використовуються як антидепресанти для лікування великого депресивного розладу , тривоги та панічного розладу . Крім того, багато наркотиків, таких як кокаїн та метилфенідат мають активність ІЗЗН, хоча важливо зазначити, що ІЗЗН без комбінованих властивостей інгібіторів зворотного захоплення дофаміну (DRI) не є значно корисними, і таким чином вважаються такими, що мають незначний потенціал для зловживання .   Проте норадреналін бере участь у синергічній взаємодії з допаміном, коли дії двох нейромедіаторів об'єднуються (наприклад, у випадку з NDRI ) для отримання корисних ефектів у психостимуляторних наркотиках. 
Метааналіз, опублікований у BMJ у 2011 році, показав, що селективний інгібітор зворотного захоплення норадреналіну ребоксетин не відрізняється від плацебо при лікуванні депресії.  Наступний огляд Європейського агентства ліків дійшов висновку, що ребоксетин був суттєво ефективнішим, ніж плацебо, і його співвідношення ризику та користі було позитивним. В останньому огляді також вивчалась ефективність ребоксетину в залежності від базової депресії та зроблено висновок про те, що він ефективний при тяжкій депресії та панічному розладі, але не продемонстрував ефектів, які значно перевершують плацебо, при легкій депресії. 
Засоби з вивільненням норадреналіну - це близькоспоріднений тип лікарських препаратів.

## Список селективних інгібіторів зворотного захоплення норадреналіну
Існують багато ІЗЗН, включаючи наступні:
- Чисті інгібітори зворотного захоплення норадреналіну:
  - Амедалін (UK-3540-1)
  - Атомоксетин (Strattera)
  - CP-39332
  - Даледалін (UK-3557-15)
  - Едівоксетин (LY-2216684)
  - Есребоксетин
  - Лорталамін (ЛМ-1404)
  - Нізоксетин (LY-94,939)
  - Ребоксетин (Edronax, Vestra)
  - Талопрам (Лу-3-010)
  - Талсупрам (Лу 5-005)
  - Тандамін (AY-23,946)
  - Вілоксазин (вівалан)
- ІЗЗН з іншою активністю
  - Бупропіон (Wellbutrin, Zyban)
  - Циклазиндол (Wy-23,409)
  - Маніфаксин (GW-320,659)
  - Мапротилін (Deprilept, Ludiomil, Psymion)
  - Радафаксин (GW-353,162)
  - Тапентадол (Nucynta)
  - Тенілоксазин (Lucelan, Metatone)
  - Певні трициклічні антидепресанти - це насамперед інгібітори зворотного захоплення норадреналіну, без клінічно значимого ефекту інгібіторів зворотного захоплення серотоніну, за винятком випадків, коли використовуються великі дози. Приклади цих препаратів - протриптилін (Вівактил), нортриптилін (Памелор) і дезипрамін (Норпрамін).